# Ти завжди будеш зі мною
«Ти завжди будеш зі мною» — фільм 2007 року.

## Зміст
Тамара і Михайло – чоловік і дружина, які прожили не один рік разом. Почуття зблякли і вони знайшли собі інші захоплення. І коханка Михайла, і коханець Тамари – молоді та привабливі. Подружжя вже на порозі розставання, але вони все не можуть сказати про це один одному, їх постійно щось утримує. Однак бурхливих емоцій не уникнути.